# Životice u Nového Jičína
Životice u Nového Jičína là một làng thuộc huyện Nový Jičín, vùng Moravskoslezský, Cộng hòa Séc.